# Max Haller (Soziologe)
Max Haller  (* 13. März 1947 in Sterzing, Südtirol) ist ein Soziologe mit italienischer und österreichischer Staatsbürgerschaft.

## Leben
Nach der Reifeprüfung in Brixen 1966 absolvierte er an der Philosophischen Fakultät der Universität Wien von 1966 bis 1972 das Studium der Soziologie mit den Nebenfächern Philosophie, Psychologie und Kunstgeschichte. Dem schloss sich 1972 bis 1974 ein Post-graduate Studium der Soziologie am Institut für Höhere Studien in Wien an. 1974 wurde er an der Universität Wien mit der Dissertation Die Frau in der Gesellschaft promoviert. 1983 habilitierte er sich an der Fakultät für Sozialwissenschaften der Universität Mannheim.
Nach wissenschaftlichen Tätigkeiten als Assistent am Institut für Höhere Studien (1974–1979), wissenschaftlicher Mitarbeiter und Lehrbeauftragter an der Universität Mannheim (1980–1983), Wissenschaftlicher Leiter am „Zentrum für Umfragen, Methoden und Analysen (ZUMA)“ in Mannheim (1983–1984) wurde er  zum ordentlichen Professor an die Universität Graz berufen. Dort lehrte und forschte er ab 1985 bis zu seiner Emeritierung im Jahre 2015.
Max Haller hatte mehrere Gastprofessuren in Österreich, Italien und den USA inne. Von 1986 bis 1989 war er Präsident der Österreichischen Gesellschaft für Soziologie. Er ist korrespondierendes Mitglied der Österreichischen Akademie der Wissenschaften.
Die Schwerpunkte seiner Forschungs- und Lehrtätigkeit sind der internationale Gesellschaftsvergleich, Sozialstruktur- und Wertewandel, europäische Integration, angewandte Soziologie und Sozialforschung, soziologische Theorie.
Max Haller ist verwitwet und Vater dreier Söhne.

## Preise und Auszeichnungen
- Leopold-Kunschak-Preis 1976
- Best Annual Social Indicators Research Paper Award of the International Society for the Quality of Life, 2007[2]
- Best Publication Award by an International Scholar of the American Sociological Association, 2010[3]
- Honorary Member of the European Sociological Association 2011

## Schriften
- Sozialwissenschaftliche Forschung in Österreich. Produktionsbedingungen und Verwertungszusammenhänge (mit Karin Knorr und H.G. Zilian), Verlag für Jugend und Volk, Wien, 1981
- Theorie der Klassenbildung und sozialen Schichtung. Campus, Frankfurt am Main 1983
- Klassenstrukturen und Mobilität in fortgeschrittenen Gesellschaften. Eine vergleichende Analyse der Bundesrepublik Deutschland, Österreichs, Frankreichs und der Vereinigten Staaten von Amerika. Campus, Frankfurt am Main 1989
- mit Birgit Wohinz und Margot Wohinz: Karrieren und Kontexte. Österreichs Nobelpreisträger und Wissenschaftler im historischen und internationalen Vergleich, Passagen Verlag, Wien, 2002, ISBN 978-3-85165-530-8
- Soziologische Theorie im systematisch-kritischen Vergleich. 1. Auflage 1999, 2. Auflage 2003, Leske+Budrich, Leverkusen, (UTB 2074) ISBN 3-8252-2074-5
- (Hrsg.) The Making of the European Union. Contributions of the Social Sciences. Springer, Berlin/Heidelberg/New York 2001, ISBN 3-540-41012-0
- Karrieren und Kontexte. Österreichs Nobelpreisträger und Wissenschaftler im historischen und internationalen Vergleich. Passagen Verlag, Wien 2002, ISBN 3-85165-530-3.
- Die österreichische Gesellschaft. Sozialstruktur und sozialer Wandel,: Campus Verlag 2008. Campus, Frankfurt am Main / New York 2008, ISBN 978-3-593-38588-4.
- Die Europäische Integration als Elitenprozess. Das Ende eines Traums? VS Verlag, Wiesbaden 2009, ISBN 978-3-531-15778-8, doi:10.1007/978-3-531-91456-5 (englisch: European Integration as an Elite Process. The Failure of a Dream? London 2008.).
- mit Anja Eder: Ethnic Stratification and Economic Inequality around the World The End of Exploitation and Exclusion? Routledge, Milton Park 2015, ISBN 978-1-4094-4952-2.
- (Hrsg.) Migration und Integration: Fakten oder Mythen? Verlag der österreichischen Akademie der Wissenschaften, Wien 2019, ISBN 978-3-7001-8421-8.
- Radikale Werte: Die Interessen der Menschen und ihre gesellschaftlich-politische Durchsetzung. Springer VS, Wiesbaden 2024, ISBN 978-3-658-42953-9, doi:10.1007/978-3-658-42954-6.
- Die letzte Invasion. Der Ukrainekrieg im Lichte von Kants Friedenstheorie. transkript, Bielefeld 2024, ISBN 978-3-8376-7542-9.